# 尚可孤
尚可孤（8世纪—784年12月13日），字可孤，曾用名鱼智德、李嘉勋，唐朝将领。

## 生平
东部鲜卑宇文部别种后裔，世代居住在松、漠之间。天宝末年归唐，隶属后来叛唐发动安史之乱的范阳节度使安禄山，后又效力继安禄山之后叛唐的史思明。上元年间从叛军中反正，累授左、右威卫二大将军同正，封白水县伯，充神策大将，以前后功改试太常卿，仍赐实封一百五十户。宦官权臣鱼朝恩统领禁军，赏识他的勇武，很器重他，收为养子，奏请让他姓鱼，名智德，以禁兵三千镇守扶风县，后移武功县。鱼智德在扶风、武功十余年，士伍整肃，军邑因他得安。鱼朝恩被处决，唐代宗下诏赐鱼智德姓李，名嘉勋。淮西节度使李希烈反叛，建中四年（783年）七月，唐德宗擢升李嘉勋为招讨，除授兼御史中丞、荆襄应援淮西使，仍复本姓名尚可孤，以所部赴山南作战，累有战功。
泾原兵变发生后，德宗诏征尚可孤军到蓝田县。十一月，尚可孤以神策兵马使的身份率兵三千（一作五千），取道襄、邓西进，从武关入援。叛军正盛，尚可孤于是在七盘扎营，修城栅住下。叛将仇敬忠等来寇，尚可孤屡次击破之，于是收复蓝田县，与屯华州的镇国军节度使骆元光成掎角之势。令叛军不能越过渭南。
兴元元年（784年）三月，朔方节度使河中尹李怀光作乱，德宗逃往梁州，命尚可孤引兵守灞上，迁检校工部尚书、兼御史大夫，拜为神策、京畿、渭南、商州节度招讨使。副元帅李晟移军东渭桥，与骆元光、尚可孤分扼京东要路；浑瑊与邠宁节度留后韩游瑰、盐州刺史戴休颜分典京西要路，掎角进攻。韩游瑰屯邠宁，戴休颜屯奉天，骆元光屯昭应，尚可孤屯蓝田，都受李晟节度，李晟军声大振。当月，李晟、骆元光、尚可孤军队都在长安城东屡次击败叛首朱泚军。
五月，原本助唐平乱的吐蕃受朱泚贿赂而撤军，考功郎中陆贽却认为吐蕃贪得无厌，其撤军反而可贺，由浑瑊统戴休颜、韩游瑰乘其西北，李晟率骆元光、尚可孤攻其东南，即可平叛。李晟发牒文召集浑瑊、骆元光、尚可孤约期于京城下集合。仇敬忠又来犯蓝田，尚可孤率兵急击，在蓝田之西打败敌军，擒斩仇敬忠，斩获二千余人，于是进军与李晟决策攻讨叛军。李晟大集诸将骆元光、尚可孤、兵马使吴诜、王佖、都虞候邢君牙、李演、史万顷、神策将孟涉、康英俊、华州将郭审金、权文成、商州将彭元俊等，号令誓师后陈兵于光泰门外。李晟率尚可孤及骆元光的军队收复京城，尚可孤的军队为先锋。叛军大溃。尚可孤军士擅取叛军马匹，李晟斩之，军中震慑。李晟令尚可孤屯望仙门。尚可孤以功升检校右仆射，封冯翊郡王，增封邑至八百户，实封二百户。德宗从兴元府还京，浑瑊与韩游瑰、戴休颜随驾，李晟、尚可孤、骆元光奉迎，步骑十余万，旌旗数十里。京城的百姓和僧人道人都欢呼感泣。六月，加检校尚书右仆射，实封五百户。一子获赐七品正员官。
尚可孤性情谨愿沉毅，虽然有功绩，但聚会时未尝言功。平乱之后，在白花亭扎营，御众公平，号令严整，时人称赞，李晟也很亲近器重他，数次称赞他。官至左龙武将军。李怀光在河中的叛乱仍在继续，诏尚可孤率军与诸军进讨。尚可孤率兵到沙苑附近，染病，闰十月死于军中，当时身份为神策行营节度使、检校尚书右仆射、冯翊郡王。赠司空，赙（赏赐财物助办丧事）布帛米粟加一等，由官府供给丧葬所须。

## 评价
- 《旧唐书》：可孤生居沙漠，挺然怀效命之风；功冠貔貅，屹尔有不矜之色。[2]
- 傅乐成《唐代宦官与藩镇的关系》：神策将领虽间有一二良将如尚可孤、高崇文等，其余率皆驽材下驷。[25]
- 在尚氏宗祠对联中有“材略泽吐蕃，孝友誉满城”[26]。前者是指尚可孤有才略；后者指元朝满城人、国子监祭酒尚野，其孝友名望很高[27][28]。

## 延伸阅读
[在维基数据编辑]
 《舊唐書/卷144》，出自刘昫《舊唐書》
 《新唐書·卷110》，出自《新唐書》